# غلين سبنسر
غلين سبنسر (بالإنجليزية: Glenn Spencer)‏ هو لاعب كرة قاعدة أمريكي، ولد في 11 سبتمبر 1905 في كورنينغ في الولايات المتحدة، وتوفي في 30 ديسمبر 1958 في بينغامتون في الولايات المتحدة.